# Victor Ekarv
Victor Johan Mats Ekarv, född 31 januari 1994 i Uppsala, är en svensk före detta ishockeyspelare (forward). 
Han spelade för Uppland i TV-pucken 2009.